# Ураясу Ди-Рокс
«Ураясу Ди-Рокс» (англ. Urayasu D-Rocks) — японский регбийный клуб, выступающий в высшем дивизионе национального регби — Топ-лиге. Команда была образована в 1976 году.
В 2010 году коллектив впервые сыграл в Топ-лиге, которая была расширена перед сезоном 2010/11. В первом сезоне на элитном уровне «Аркс» заняли 12-е место, одержав 4 победы и потерпев 9 поражений. Таким образом, команда была вынуждена бороться за выживание в рамках плей-офф. Регбисты переиграли оппонентов из «Кэнон Иглз» со счётом 31:19. 

## Прежние названия
- «НТТ Коммуникейшнс Шайнинг Аркс» (NTT Communications Shining Arcs)
- «Шайнинг Аркс Токио-Бей Ураясу» (Shining Arcs Tokyo Bay Urayasu)

## Состав
Состав на сезон 2016/17.

## Известные игроки
См.: Категория:Игроки РК «Ураясу Ди-Рокс»
- Марк Джеррард[англ.]
- Адам Уоллес-Харрисон[англ.]
- Че Галь Бин
- Сосене Анеси[англ.]
- Брэд Майка[англ.]
- Фотунуупуле Ауэлуа[англ.]
- Алесана Туилаги[англ.]
- Джей Пи Нел
- Тору Курихара
- / Брайс Робинс
- / Крейг Уинг[англ.]